# Traceria

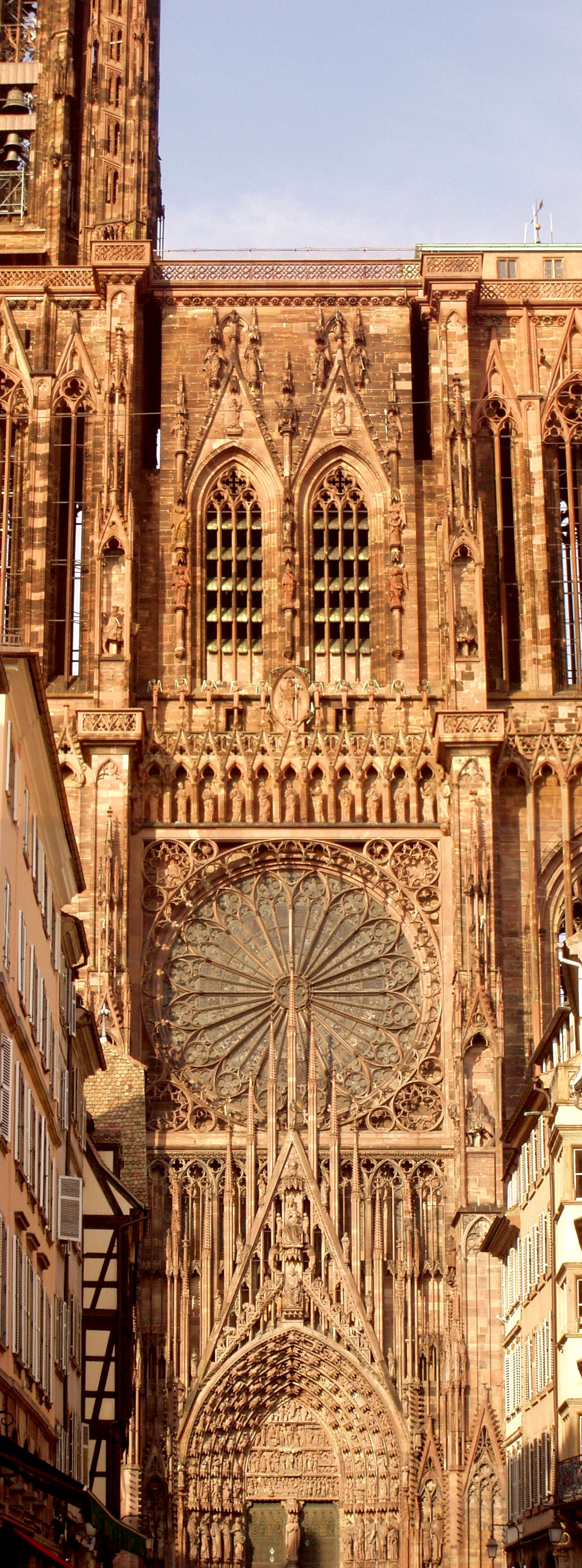
Catedral de Estrasburgo, França

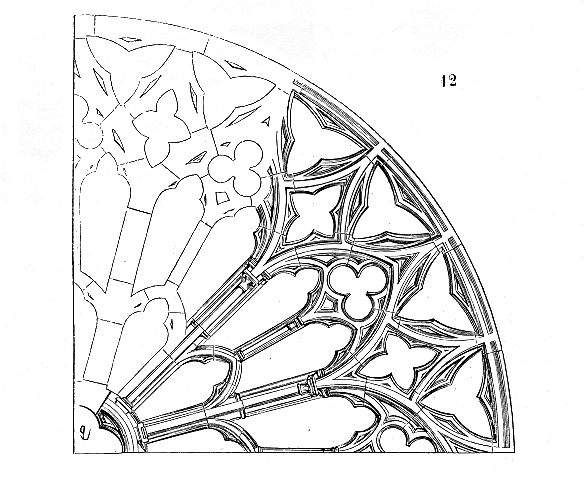
Detalhe de rosácea do século XIII, ilustração de 1856

O termo traceria, ou arrendado, refere-se ao trabalho decorativo em pedra (também por vezes madeira) composto por elementos geométricos e utilizado na arquitectura, especialmente de grande desenvolvimento na arquitectura gótica. Este ornamento pode subdividir aberturas (como em rosáceas) em forma de renda perfurada ou revestir áreas com formas em relevo podendo-se encontrar aplicado a coroar janelas, arcos, a ornamentar abóbadas, gabletes e pináculos ou a cobrir superfícies planas como painéis (de coro por exemplo) ou paredes.

## História e características

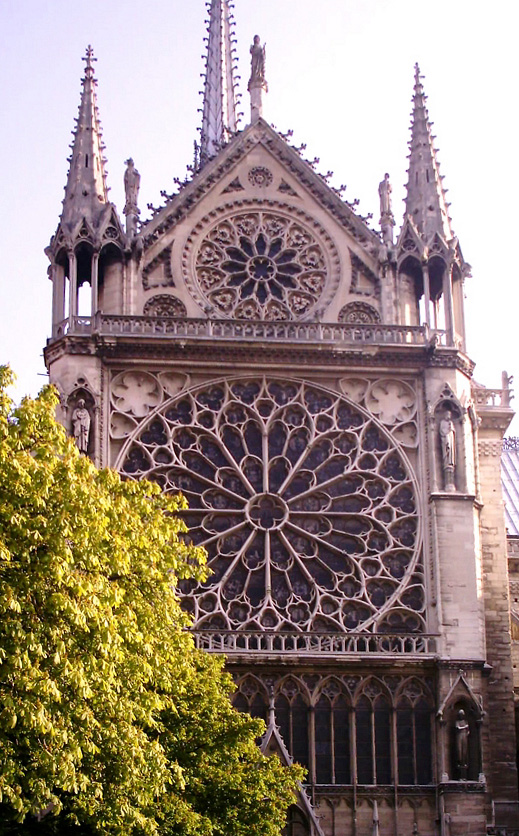
Rosácea sul da Notre-Dame de Paris, exemplo de frontão gótico em França

O termo é referido pela primeira vez por Christopher Wren, mas a sua aplicação remonta já ao estilo românico aplicado a janelas onde uma circunferência colocada na parte superior da flecha do arco inscreve um lóbulo simples. À medida que as janelas se começam a subdividir em mais partes (por exemplo, janelas geminadas, de duas luzes) vão-se preenchendo os espaços entre os arcos quebrados com traceria.
No estilo gótico os lóbulos podem também estar inscritos em quadrados ou triângulos e as formas geométricas tornam-se mais complexas. É normal encontrar na flecha de um arco quebrado lóbulos cujos “gomos” se prolongam em longos braços terminando também, por sua vez, em trilóbulos.
A partir da segunda metade do século XIII e durante o século XIV a tipologia formal torna-se mais intrincada dando lugar a áreas que se assemelham a filigrana pela sua complexidade. É na França e nas suas catedrais que se encontram dos mais variados exemplares desta técnica. Com o passar do tempo as formas tornam-se mais delgadas e a composição passa a ser executada conjugando perfis isolados e finos de pedra (arrendado de varões) em vez de se perfurar a superfície em si (arrendado plano). Muitas vezes tornava-se necessário reforçar a estrutura delgada com barras de ferro. Nesta altura a sua aplicação já é muito variada, não se limitando ao coroamento de janelas.
No último quartel do século XIV e no século XV os padrões geométricos tornam-se mais fluidos e ondulantes eglobando curvas e contra-curvas, no que ficou denominado como gótico flamejante (de chama). A Inglaterra, por outro lado, assume no seu gótico perpendicular uma traceria composta de elementos rectilíneos dispostos vertical e horizontalmente formando uma malha perpendicular.